# Miroslav Malura
Miroslav Malura (21. března 1937, Opava – 7. listopadu 2000, Ostrava) byl český muzikolog, folklorista, muzejní pracovník a vysokoškolský učitel.
Zabýval se zejména dílem Ludwiga van Beethovena.
Jeho synem je literární historik Jan Malura.